# Substance (album de New Order)
Pour les articles homonymes, voir Substance.
Albums de New Order
Brotherhood
(1986) Technique
(1989)
Substance est un double album de New Order. Il est sorti le 15 août 1987 sur Factory Communications Ltd.
Il reprend divers succès écrits par le groupe dont deux titres écrits par Joy Division, Ceremony et In a lonely Place.
La version en disque compact reprend l'album vinyle sur le premier CD et ajoute sur le second CD des faces B.
Une nouvelle version parait le 10 novembre 2023. Le 3e CD comprend d'autres versions des titres de l'album, et le 4ème le concert à Irvine Meadow, Californie, le 12 septembre 1987. Ce concert comprend l'ensemble des titres de l'album.

## Titres de l'album (LP)
Face 1:
1. Ceremony (4:23)
2. Everything's Gone Green (5:30)
3. Temptation 87 (6:59)

Face 2:
1. Blue Monday (7:29)
2. Confusion 87 (4:43)
3. Thieves Like Us (6:36)

Face 3:
1. The Perfect Kiss (8:46)
2. Sub-culture (4:48)
3. Shellshock (6:28)

Face 4:
1. State of the Nation (6:32)
2. Bizarre Love Triangle (6:44)
3. True Faith (5:55)

## Titres de l'album (Double CD)
Disque compact 1
1. Ceremony (4:23)
2. Everything's Gone Green (5:30)
3. Temptation 87 (6:59)
4. Blue Monday (7:29)
5. Confusion 87 (4:43)
6. Thieves Like Us (6:36)
7. The Perfect Kiss (8:02)
8. Sub-culture (4:48)
9. Shellshock (6:28)
10. State of the Nation (6:32)
11. Bizarre Love Triangle (6:44)
12. True Faith (5:52)

Disque compact 2
1. In a lonely Place (6:16)
2. Procession (4:27)
3. Cries And Whispers (3:26)
4. Hurt (6:59)
5. The Beach (7:19)
6. Confused Instrumental (7:38)
7. Lonesome Tonight (5:12)
8. Murder (3:55)
9. Thieves Like Us Instrumental (6:57)
10. Kiss of Death (7:02)
11. Shame of the Nation (7:54)
12. 1963 (5:35)

Distribué en France par Virgin France S.A. sous la référence 30103
Cries And Whispers est parfois titré par erreur sous le nom de Mesh (autre morceau de la face b de Everything's Gone Green)